# Чверть долара (Свобода у ковпаку)
Чверть долара (Свобода у ковпаку) (англ. Capped Bust) — срібна розмінна монета США вартістю 25 центів, яка карбувалася у 1815-1838 роках.

## Історія
Монета карбувалася в рамках серії «Свобода у ковпаку» запроваджену головним гравером Монетного двору, Вільямом Кніссом. До цієї серії також входили номінали у 1/2, 5, 10, 50 центів і 2.5 та 5 доларів.

## Тираж
| Рік  | Тираж                  |
| ---- | ---------------------- |
| 1815 | 89 235                 |
| 1818 | 361 174                |
| 1819 | 144 000                |
| 1820 | 127 444 (близько 10)   |
| 1821 | 216 851 (близько 10)   |
| 1822 | 64 080 (близько 10)    |
| 1823 | 17 800 (близько 5)     |
| 1824 | 84 000 (близько 5)     |
| 1825 | 84 000 (близько 10)    |
| 1827 | 4 000 (близько 35)     |
| 1828 | 102 000 (близько 10)   |
| 1831 | 398 000 (близько 20)   |
| 1832 | 320 000 (близько 10)   |
| 1833 | 156 000 (близько 10)   |
| 1834 | 286 000 (близько 15)   |
| 1835 | 1 952 000 (близько 10) |
| 1836 | 472 000 (близько 10)   |
| 1837 | 252 400 (близько 10)   |
| 1838 | 366 000 (близько 5)    |

(У дужках позначена кількість монет з якістю пруф)
Загальний тираж монети склав близько 5.5 мільйонів екземплярів.

## Джерело
- Нумізматичний сайт [Архівовано 19 листопада 2015 у Wayback Machine.]